# Chez FOG
Pour les articles homonymes, voir FOG.
Chez FOG est une émission de télévision présentée par Franz-Olivier Giesbert (FOG), et diffusée sur France 5 à partir du septembre 2006. Elle réunit une personnalité politique et trois écrivains. L'émission est organisée en plusieurs temps : interview classique puis débat sur des thèmes de société. À la fin, Anne Fulda pose des questions aux invités de l'émission.